# Modrook słoneczny
Modrook słoneczny (Popondichthys furcatus) – gatunek ryby aterynokształtnej z rodziny Pseudomugilidae, jedyny przedstawiciel rodzaju Popondichthys.

## Występowanie
Papua-Nowa Gwinea
Dorasta do 5 cm długości.